# Cirsotrema
Cirsotrema (nomeados, em inglês, wentletraps -pl.; nome derivado do alemão wendeltreppe, cujo significado, traduzido para o português, é "escada em espiral", devido à forma de suas conchas, e assim também denominadas staircase shells ou ladder shells -pl.; em português - PRT -, escalárias -pl.; em castelhano, escalas ou escalarias -pl.) é um gênero de moluscos gastrópodes, marinhos e carnívoros de cnidários, pertencente à família Epitoniidae. Foi classificado por Otto Andreas Lowson Mörch, em 1852; com sua espécie-tipo, Cirsotrema varicosum, descrita no ano de 1822 por Jean-Baptiste de Lamarck.

## Descrição da concha
Conchas em forma de torre, com espiral alta e coloração de branca a cinzenta ou amarelada, em graus variados, e sem umbílico em sua base. Com abertura de circular a oval, sem canal sifonal e com o relevo de sua concha geralmente bem esculpido de finas estrias espirais, cruzadas por elevações axiais, ou varizes mais altas, formando pequenas cavidades. Opérculo córneo e circular, com finas e poucas voltas espirais e com núcleo quase central.

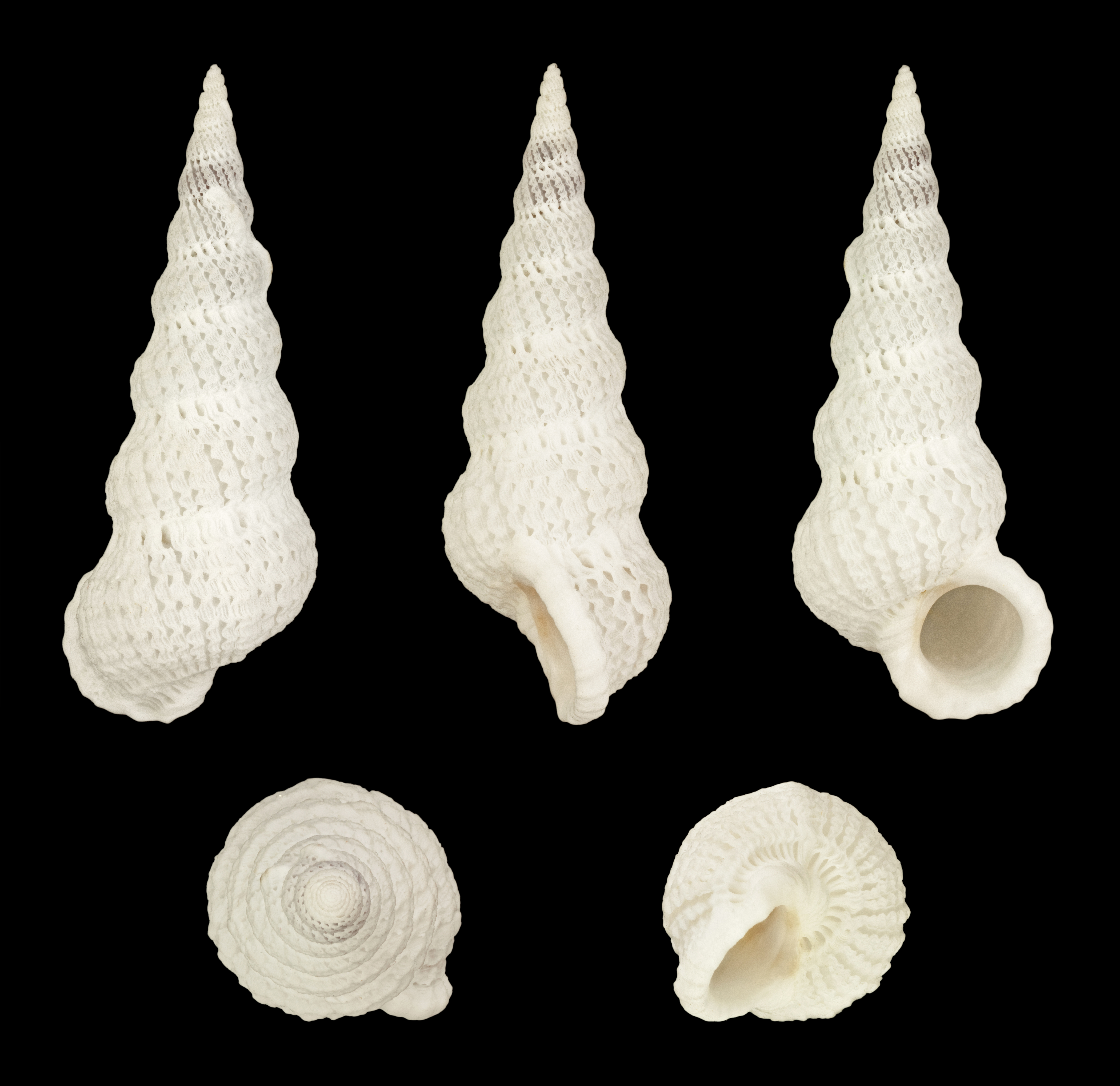
Cinco vistas da concha de Cirsotrema varicosum (Lamarck, 1822)[1]; espécime de Cebu, Filipinas.

## Espécies deCirsotrema
- Cirsotrema amamiense Nakayama, 2000
- Cirsotrema amplsum Nakayama, 2000
- Cirsotrema bennettorum Garcia, 2000
- Cirsotrema bonum (Melvill, 1906)
- Cirsotrema browni Poppe, 2008
- Cirsotrema canephorum (Melvill, 1906)
- Cirsotrema cloveri L. G. Brown, 2002
- Cirsotrema ctenodentatum Zelaya & Güller, 2017
- Cirsotrema dalli Rehder, 1945
- Cirsotrema edgari (de Boury, 1912)
- Cirsotrema ernestoilaoi Garcia E., 2001
- Cirsotrema excelsum Garcia, 2003
- Cirsotrema fimbriatulum (Masahito, Kuroda & Habe, 1971)
- Cirsotrema fimbriolatum (Melvill, 1897)
- Cirsotrema forresti (Dell, 1956)
- Cirsotrema georgeanum Zelaya & Güller, 2017
- Cirsotrema herosae Garcia, 2003
- Cirsotrema hertzae Garcia, 2010
- Cirsotrema intextum Bozzetti, 2007
- Cirsotrema krousma Kilburn, 1985
- Cirsotrema magellanicum (Philippi, 1845)
- Cirsotrema martyr (Iredale, 1936)
- Cirsotrema matugisiense (Ozaki, 1958)
- Cirsotrema mituokai (Ozaki, 1958)
- Cirsotrema montrouzieri Souverbie, 1872
- Cirsotrema pilsbryi (McGinty, 1940)
- Cirsotrema pumiceum (Brocchi, 1814)
- Cirsotrema richeri Garcia, 2003
- Cirsotrema rugosum (Kuroda & Ito, 1961)
- Cirsotrema skoglundae Garcia, 2010
- Cirsotrema strebeli Zelaya & Güller, 2017
- Cirsotrema togatum (Hertlein & A. M. Strong, 1951)
- Cirsotrema trabeculatum (A. Adams, 1861)
- Cirsotrema translucida (Gatliff, 1906)
- Cirsotrema turbonilla A. Adams, 1861
- Cirsotrema validum (Verco, 1906)
- Cirsotrema varicosum (Lamarck, 1822)
- Cirsotrema vulpinum (Hinds, 1844)
- Cirsotrema zelebori (Dunker, 1866)
- Cirsotrema zografakisi Poppe, Tagaro & L. G. Brown, 2006[1]